# Fangen

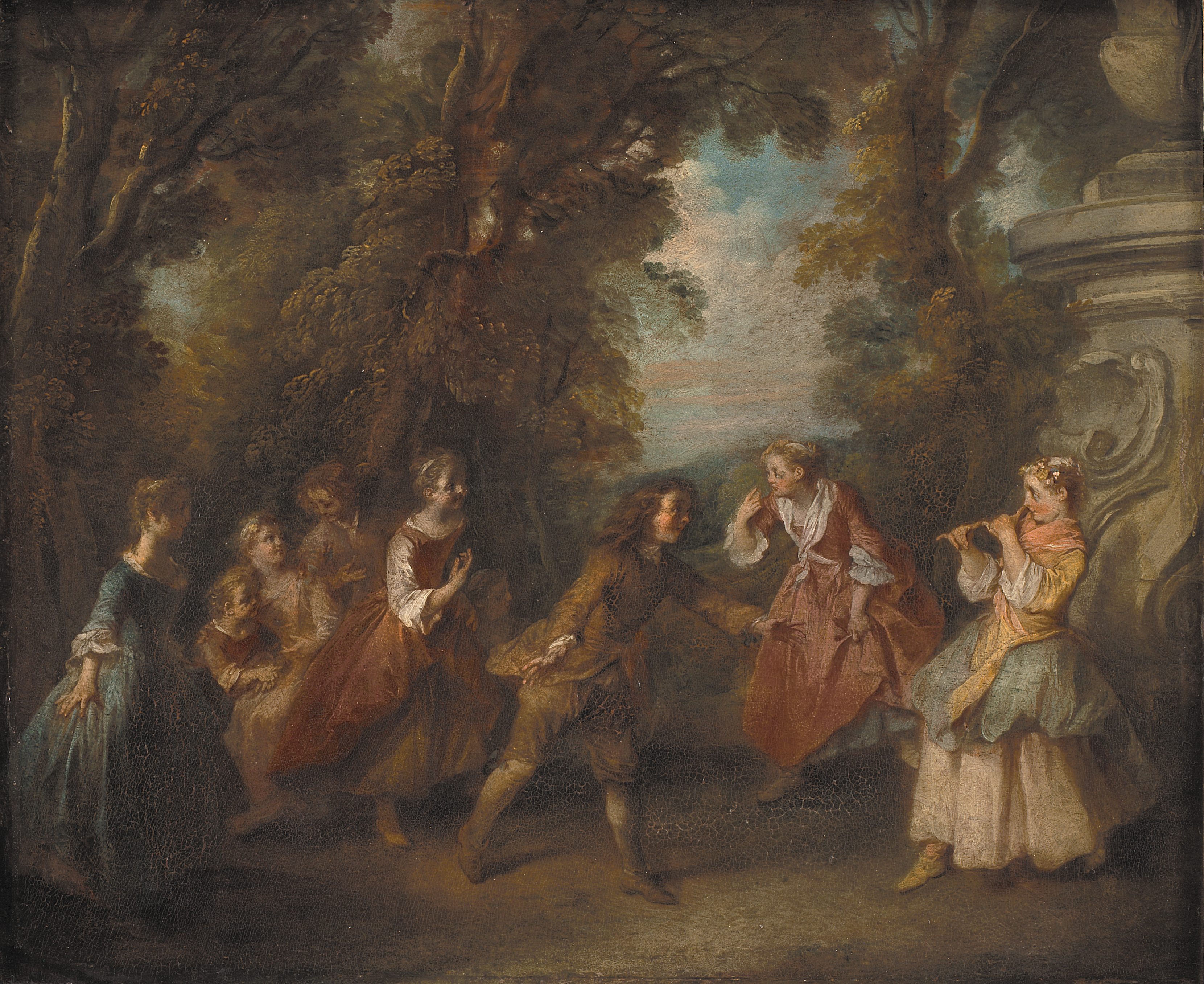
Fangspiel im Rokoko

Mit Fangen oder Nachlauf bezeichnet man ein Laufspiel, bei dem ein Fänger Mitspieler durch eine Berührung fassen muss. Zur Verdeutlichung wird dabei oft gerufen: „Du bist!“ oder „Ich hab dich!“. Infolgedessen wechseln die Teilnehmer ihre Rollen: Der Fänger wird zum Gejagten und der Gejagte zum Fänger.
In verschiedenen Regionen des deutschen Sprachraums gebräuchliche Alternativbezeichnung sind unter anderem Abfangen, Fange, Fanger, Fangerl, Fangerle, Fangus, Fangkus, Fangi, Fangis, Fanger, Fangerles, Fangches, Fangermandel, Kriegen, Einkriegezeck, Haschen, Packen, Tecken, Ticken und Nachlauferles.

## Regeln
Die Regeln sind so verschieden wie die zahlreichen Varianten dieses Spiels. Zu Beginn steht meistens ein Auszählvers, der die Gruppe einteilt oder bestimmt, wer zuerst Fänger sein muss. Oft gibt es die Regel, dass das sofortige Zurückfangen nicht erlaubt ist. Der Regelspruch dazu lautet in vielen Gegenden: „Wiedergeben hat kein Leben“, kann aber auch durch „Ohne Wiedergabe!“ verdeutlicht werden. Regional heißt es auch „Ohne Wiederklatsch!“, „Ohne Wiederbatsch!“, „Ohne Rückbatsch!“, „Ohne Wiedertick!“, „Ohne Rückschlag!“, „Ohne Z’rückgeben!“ oder „Umegä isch Chatzedräck!“ (Schweizerdeutsch für Zurückgeben ist Katzendreck). Je nach Anzahl der Mitspieler kann es mehrere Jäger bzw. Gejagte geben. Oft wird ein Freimal vereinbart, wo Fliehende in Sicherheit sind. Für diesen „Ausruhpunkt“ existieren unzählige regionale Bezeichnungen, am verbreitetsten sind Panne, Aus, Haus, Biet(e), Frei(o), Klipp(o), Boot/Botte/Bodde, Bord, Bütt/Butte, Leo, Zick, Insel, Pax, Pix, Dreier, Hoch, Hola, Rulle, Lu oder insbesondere auch Nu, Mi/Mieh, Wupp, Rolle, Bonne. In Österreich ist auch der Begriff Güthaus gängig, wobei das in Ost-Österreich gebräuchliche Leo sich nicht wie oft erzählt auf Leopold III. und eine von ihm bestimmte Zufluchtsstätte am Stephansdom, den Asylring, einer Eisenspule am Adlertor des Stephansdoms, die "Leo" genannt wird, bezieht, sondern vom gemeingermanischen *hlewa, mit der Bedeutung "schützender Ort, Obdach" kommt, welches mit dem Lee, der Wind abgekehrten bzw. geschützten Seite verwandt ist.
Alternativ kann auch vereinbart werden, dass jedes erkletterte Objekt höher als die Spielfläche als Freimal für eine Verschnaufpause genutzt werden darf. Dies können im Freien eine Bank, ein Baumstamm, ein Spielgerät oder in der Halle die Sprossenwand, Kastenteile, Matten usw. sein.

## Geschichte

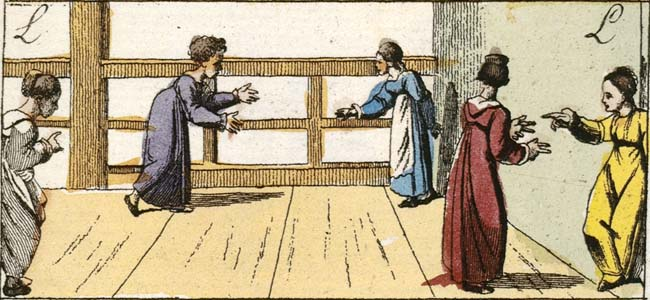
Das Fangspiel, 1828

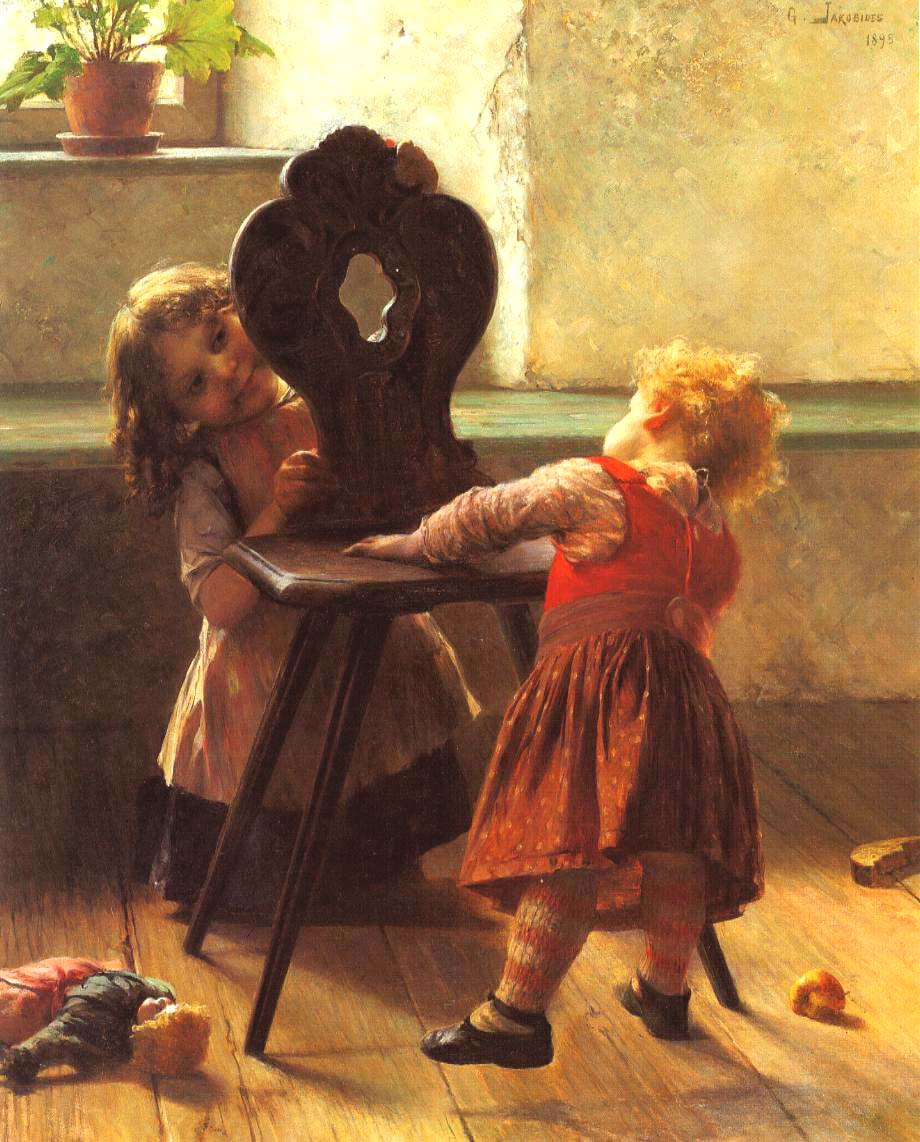
Kuck-Kuck, Fangspiel auf einem Gemälde von Georgios Jakobides, 1895

Dieses oft als „wildes Spiel“ bezeichnete Fangspiel ist bereits sehr lange bekannt. Eine exakte Datierung ist jedoch nicht festzustellen. Erstmals erwähnt wird es in einem Edikt König Eduards III. von England (Regierungszeit 1327–1377), der sich in der Ausübung seiner Staatsangelegenheiten durch allzu laute und wilde Fangspiele vor dem Westminster-Palast gestört fühlte und diese verbieten und aus seiner Umgebung verbannen ließ. Doch sowohl Erwachsene als auch Kinder spielten es weiter. Es ist jedoch anzunehmen, dass Fangen weitaus älter ist. Oft wurden in den Dörfern Parteien gebildet, etwa Junggesellen gegen Ehemänner.

## Variationen
Zahlreiche Varianten kennzeichnen das Fangspiel. In anderen Ländern heißt es auch
- Quatre Coins oder jeu du loup (Frankreich)
- Prisoners Base (England)
- Diefjes en agent (Niederlande)

Auch in den deutschsprachigen Ländern gibt es viele Varianten dieses Spieles, wie das Piratenspiel, Räuber und Gendarm oder Fangen mit Fahrrädern oder anderen Arten, sich fortzubewegen.
Namen von Fangspielen im deutschsprachigen Raum:

### Blinde Kuh

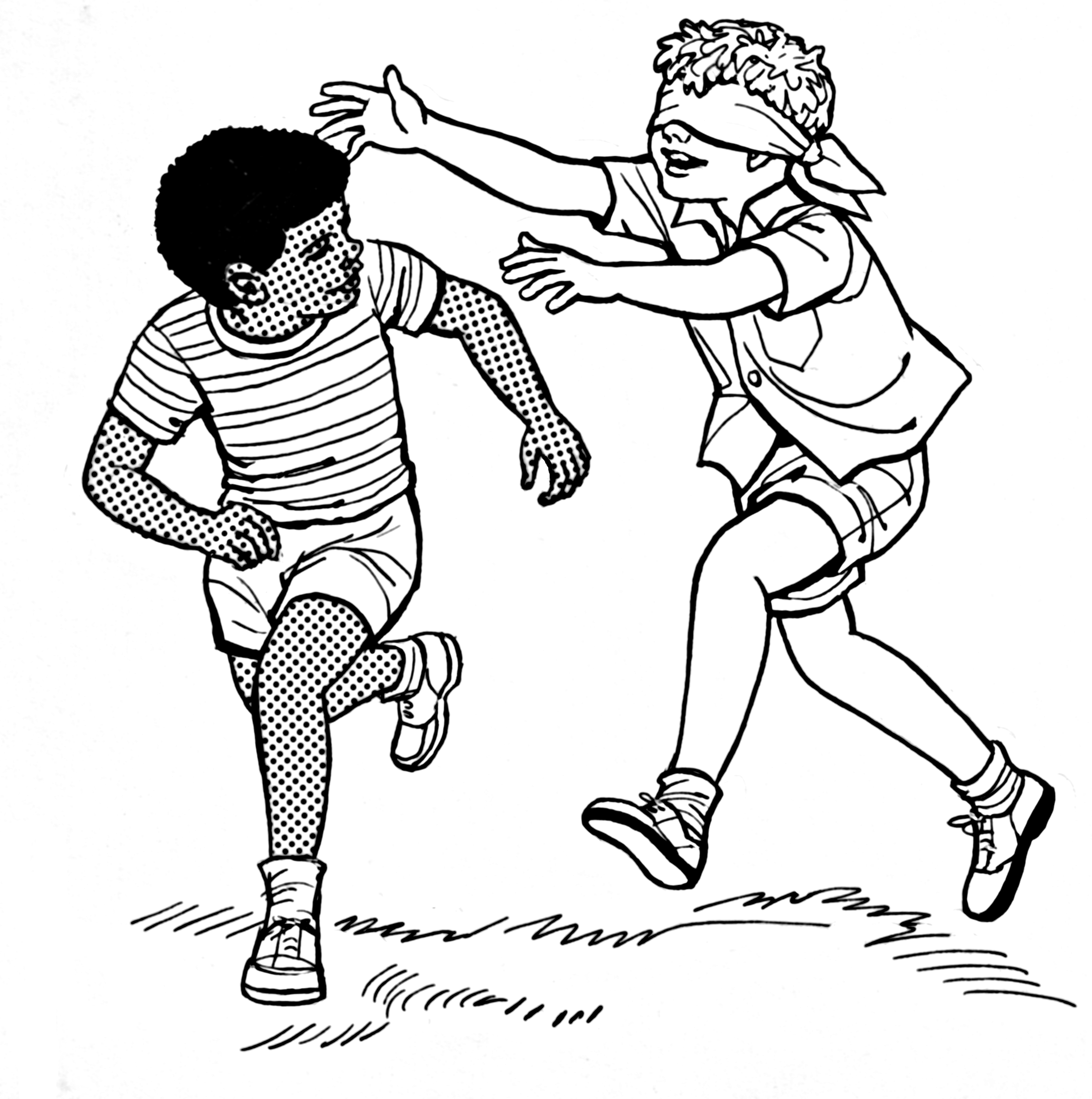
Die „blinde“ Kuh versucht andere zu fangen.

Blinde Kuh ist ein Fangspiel, bei dem ein mit einer Augenbinde „blind“ gemachter Spieler einen der ihn neckenden Mitspieler ergreifen muss, um von seiner Rolle durch den anderen erlöst zu werden.

### Der böse Mann
Das Spiel wird auch Das böse Tier oder Hexenspiel genannt und ist nicht mit dem Spiel des schwarzen Mannes zu verwechseln.
An einer Stelle des Spielplatzes wird ein Freimal gezeichnet. In dieses begibt sich das Kind, das durch Abzählen böser Mann geworden ist. Alle übrigen Mitspieler bilden in kurzer Entfernung, sich an den Händen haltend, einen Halbkreis um den bösen Mann und sprechen:
„Wir möchten in den Garten geh’n

wenn nur der böse Mann nicht käm’!

Hat eins geschlagen, kommt noch nicht.

Hat zwei geschlagen, kommt noch nicht… (Zählung bis 12).
Bei dem letzten Wort laufen alle Kinder davon, verfolgt vom bösen Mann. Wer nun erhascht wird, muss bei der Wiederholung des Spiels böser Mann sein.
In einer anderen Variante des Spiels versteckt sich der böse Mann und schleicht sich leise heran.

### Chinesische Mauer
Der Fänger steht auf einer Linie zwischen den „Grenzgängern“, die über die „Mauer“ (Linie) nach China wollen. Auf ein bestimmtes Kommando laufen alle los, und der „Kaiser von China“ versucht auf einem begrenzten Spielfeld (Bewegungen nur etwa drei Meter vor und hinter der Mittellinie erlaubt), die „Durchreisenden“ abzufangen. Diejenigen, die er erwischt, werden von ihm als „Mauersteine“ auf der Mittellinie platziert und hindern bei künftigen Versuchen den „freien Verkehr“, indem sie die Arme ausbreiten, sich allerdings nicht bewegen dürfen. Mit der Zeit hat die Chinesische Mauer kaum mehr Durchschlupfmöglichkeiten, und der letzte Gefangene wird neuer Kaiser.

### Diamantenland
Diamantenland ist ein Fangspiel, bei dem alle Spieler aktiv sind. Es spielt sich besonders gut in einer Halle. Auf der einen Seite ist eine leere Kiste mit allen Läufern, auf der anderen eine mit Plastikbällen (Diamanten) gefüllte Kiste. Dazwischen ist ein Mittelstreifen, der aus normalen Matten besteht und über die gesamte Breite reicht, und ein Fänger, der sich innerhalb der Matten frei bewegen darf. Aber er darf auch seine Glieder zum Fangen aus den Matten ausstrecken, aber nicht mit dem Fuß den Boden berühren. Die Läufer versuchen, über die Matten zu kommen ohne gefangen zu werden. Wenn ihnen das gelingt, nehmen sie sich einen Ball aus der Kiste und laufen zurück, nach Möglichkeit ohne abgefangen zu werden. Wird ein Läufer abgeklatscht, bleibt er an der Stelle auf der Matte stehen, an der er abgeklatscht wurde. Er darf natürlich auch seine Glieder ausstrecken, allerdings kann er sich nicht, im Gegensatz zu dem ursprünglichen Fänger, innerhalb der Matten bewegen. Das Spiel ist vorbei, wenn alle abgemacht wurden, nur noch einer übrig ist oder alle Bälle geklaut wurden.

### Englische Bulldogge
Englische Bulldogge (englisch British Bulldog) ist eine mit Wer hat Angst vorm Schwarzen Mann? verwandte und an Football angelehnte Spielart. Ein (oder mehrere) Fänger muss dabei seine Gegner drei Sekunden lang hochheben oder zu Boden werfen, um Gefangene zu machen. Diese schließen sich seiner Mannschaft an und agieren als Gehilfen im nächsten Durchlauf.

### Fischer, Fischer, welche Fahne weht heute?
Ein Mitspieler steht zu Spielbeginn als „Fischer“ auf der einen Seite des Spielfelds, die anderen stehen auf der gegenüberliegenden Seite und fragen „Fischer, Fischer, welche Fahne weht heute“. Der Fischer denkt sich eine beliebige Farbe aus und ruft sie herüber (z. B. „rot“). Dann laufen alle zur jeweils gegenüberliegenden Seite, und der Fischer versucht dabei, möglichst viele Mitspieler durch Berührung zu fangen.
Es gibt zwei Spielvarianten: Nach der einen Variante dürfen alle Mitspieler, die die genannte Farbe in ihrer Kleidung tragen, nicht gefangen werden und können also ganz ruhig auf die andere Seite gehen. Nach der anderen Variante dürfen alle Mitspieler, die die Farbe nicht tragen, ruhig hinübergehen, und gefangen werden dürfen nur Mitspieler, die die Farbe tragen. Wenn alle nicht gefangenen Mitspieler ihre neue Seite erreicht haben, gehen der Fischer und alle gefangenen Mitspieler auf die gegenüberliegende Seite, und vom nächsten Seitenwechsel an helfen die gefangenen Mitspieler dem Fischer. Der Mitspieler, der als letzter noch nicht gefangen ist, gewinnt und wird in der nächsten Runde Fischer. – Oft werden nur Farben gewertet, die ohne Entkleiden sichtbar sind (insbesondere also keine Unterwäsche).

### Fischer, Fischer, wie tief ist das Wasser?
Auf diese Frage antwortet der „Fischer“ mit einer Zahl (3 m tief; 100 m tief). Auf die darauf folgende Frage der Spielgruppe: „Wie kommen wir hinüber?“ gibt der Fänger eine Bewegungsart wie rückwärts laufen, krabbeln oder hüpfen an. Nun müssen sowohl er als auch die Teilnehmer versuchen mit dieser Bewegungsart die andere Seite zu erreichen, wobei der „Fischer“ versucht möglichst viele Fische zu fangen. Der letzte Fisch wird neuer Fischer.

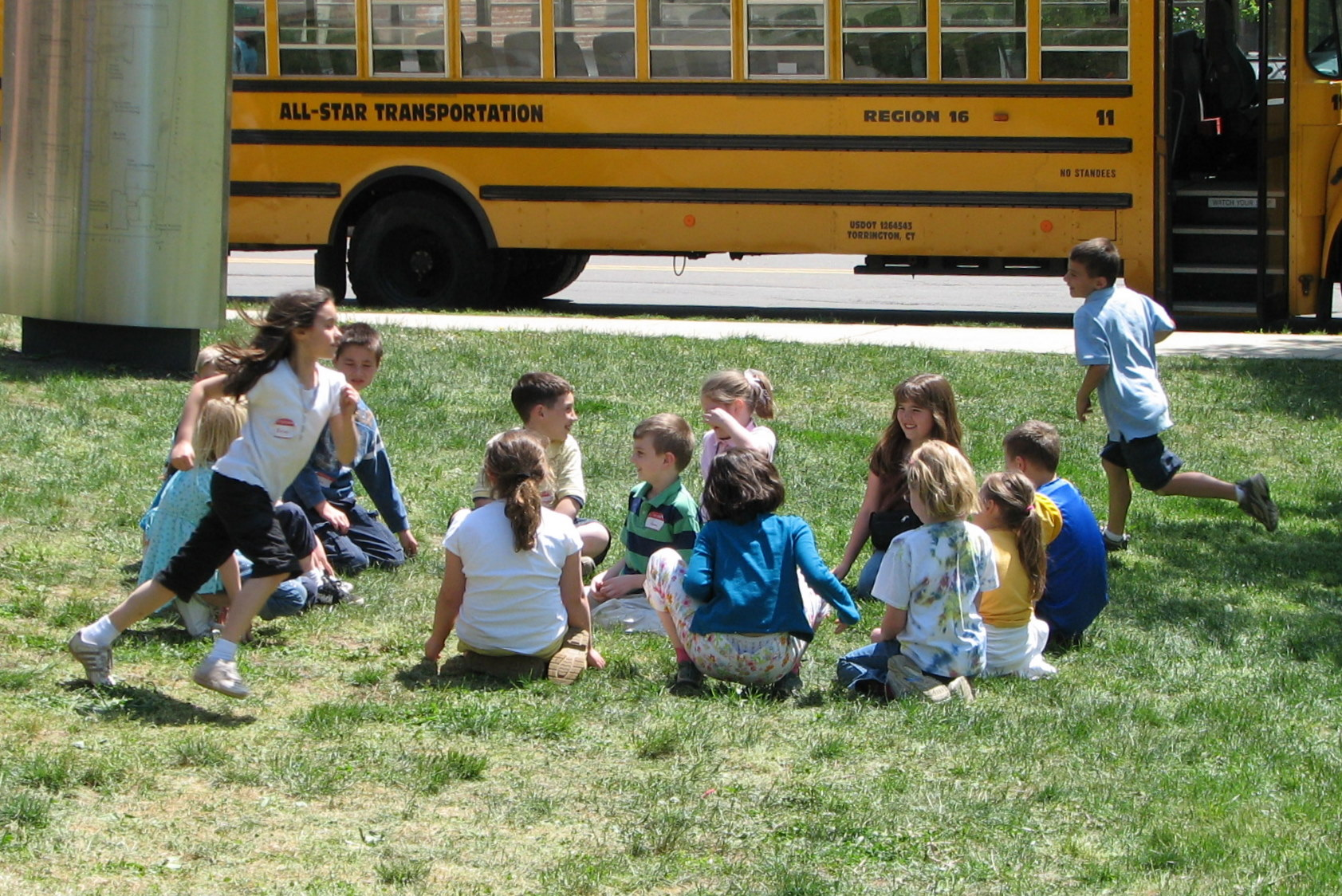
Fangspiel, dem Plumpsack ähnelnd

### Fuchs, Fuchs, wie viel Uhr ist es?
Der Fänger „Fuchs“ lauert hinter einem Objekt und antwortet auf die Uhrzeitfrage der auf der gegenüberliegenden Spielfeldseite stehenden „Hühnchen“ mit einer Zahl. Diese Schrittzahl bewegen sich die Mitspieler nach vorne. Glaubt der „Fuchs“, er könne nun einige „Hühner“ fangen, so antwortet er auf die nächste Frage „Frühstückszeit“ und versucht, die Mitspielenden abzuklatschen. Wer gefangen wurde, hilft dem Fuchs in der nächsten Runde.

### Hexe, Hexe, was kochst du heute?
Auf den Ruf der Gruppe „Hexe, Hexe, was kochst du heute?“ antwortet der Fänger (Hexe) mit dem Namen eines Gerichts, z. B.: „Spaghetti mit Tomatensoße“ oder „eingelegte Kellertreppen“. Je nachdem, ob man die Speise mag oder nicht, geht man die Silbenanzahl in Schritten auf den Fänger zu, der in einem begrenzten Spielfeld auf der anderen Seite steht. Antwortet dieser irgendwann, dass er gerne „kleine Kinder“ kochen möchte, beginnt das Fangspiel. Die Abgeschlagenen helfen der Hexe in der nächsten Runde.

### Der Kaiser schickt Soldaten aus

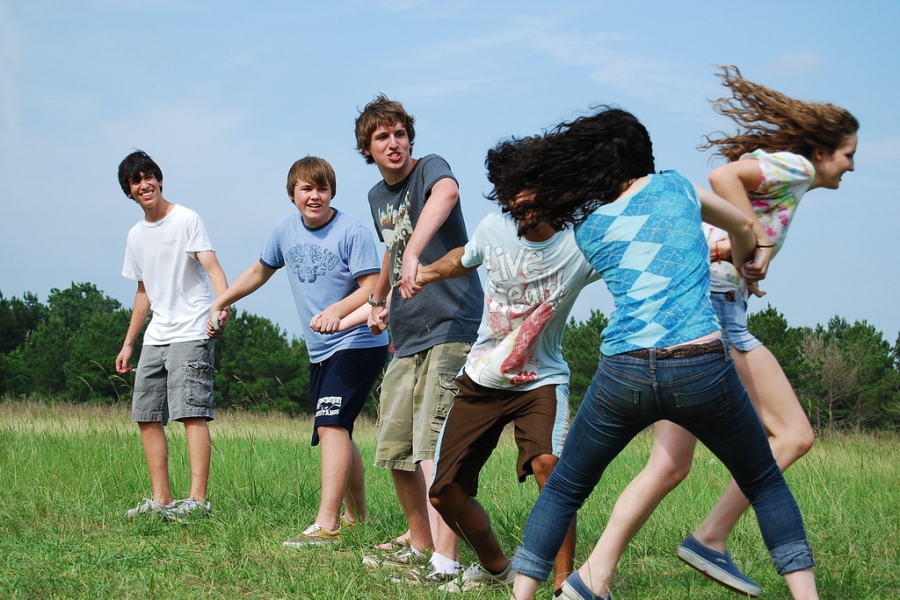
Eine Soldatin wird gefangen.

Zwei Gruppen von Kindern treten gegeneinander an. Die Kinder nehmen sich an den Händen und bilden Ketten, die sich einander gegenüber aufstellen. Der Anführer einer Gruppe, der „Kaiser“, befiehlt jetzt einem seiner „Soldaten“, die gegnerische Linie in vollem Lauf zu durchbrechen. Gelingt ihm dies, dann müssen jene beiden, die nicht stark genug waren, die Kette zu halten, ausscheiden, und er selbst darf zu seinen Kameraden zurückkehren. Bleibt er aber hängen, dann wird er gleich in die Kette eingebaut.

### Katz und Maus

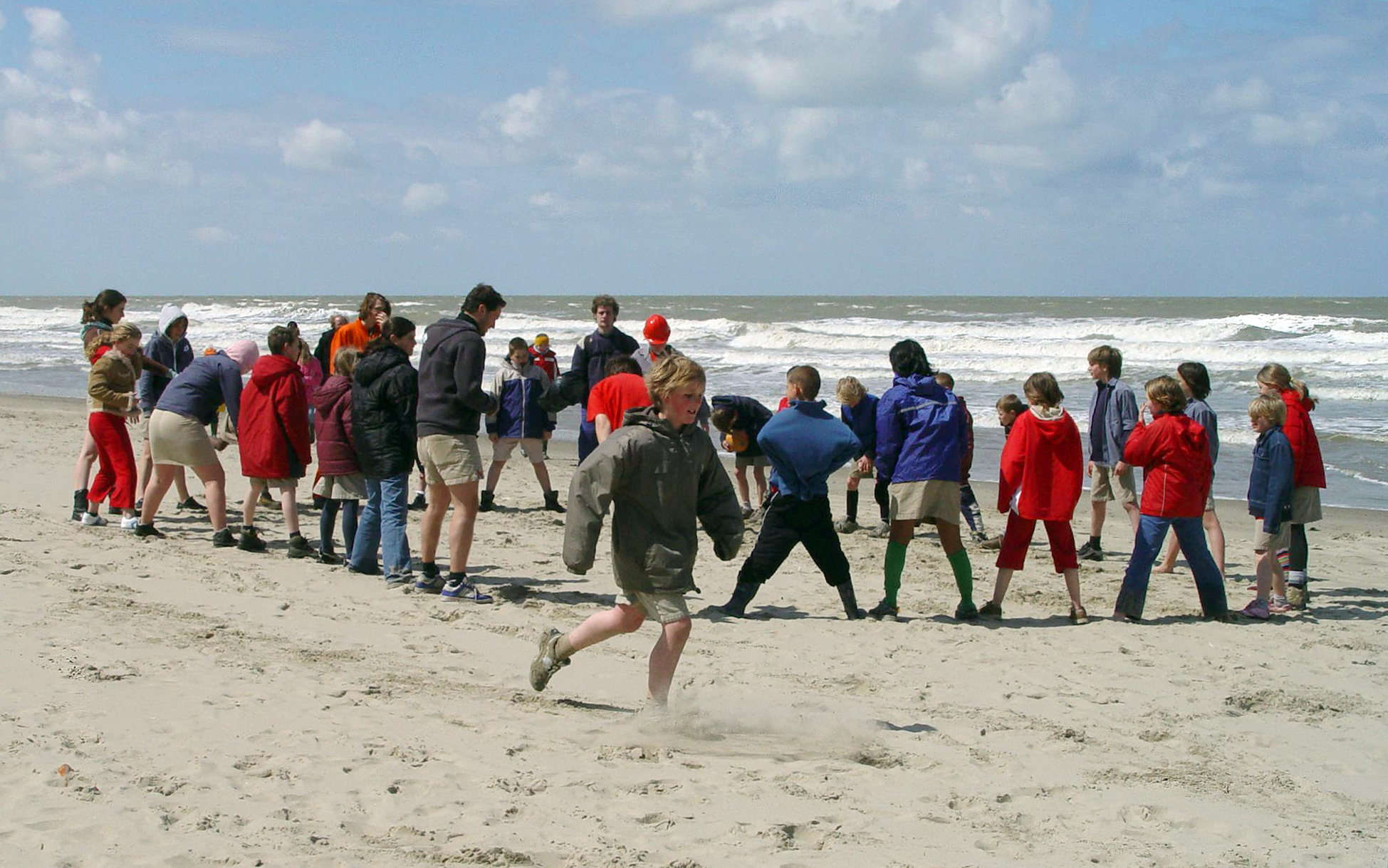
Katz und Maus am Strand

Die Mitspieler bilden einen Kreis und fassen sich an den Händen. Ein Teilnehmer wird als Katze und ein anderer als Maus ausgewählt. Die Katze versucht, die Maus zu fangen. Diese flieht und kann auch durch den Kreis fliehen, wobei die Teilnehmer versuchen, durch Heben und Senken der Arme, der Katze das Durchqueren des Kreises zu erschweren.

### Kettenfangen
Kettenfangen beginnt damit, dass der Fänger einen Mitspieler fängt. Die beiden Bilden eine Zweierkette und fangen einen Dritten. Als Dreierkette fangen sie einen Vierten. Jede Viererkette teilt sich in zwei Zweierketten. Es gibt also zunehmend mehr Fängerketten und weniger Spieler (Schneeballsystem). Das Spiel ist zu Ende, wenn alle Mitspieler zu Fängern geworden sind. Als Variante gibt es auch das Kettenfangen ohne Trennung, wobei dann am Ende eine lange Kette entsteht, die aber nur mit ihren beiden jeweils äußersten freien Armen die Gejagten abklatschen darf. Dieses Spiel hat oft eine Komponente von „Paarung“ (soziale Bindung), die Fänger wählen gezielt aus, wen sie in „ihrer Reihe“ haben wollen, und auch die Mitspieler gestalten die Paarung mit, indem sie sich fangen lassen oder ebendies vermeiden.

### Kokosnussjagd
Hier sind die Fangenspiel-Regeln umgekehrt. Eine Person ist der Affe mit der Kokosnuss (Ball, Sack oder ähnliches), und wird deshalb von allen anderen gejagt. Wer ihn dabei berührt, übernimmt die Kokosnuss, und ist damit der von allen Gejagte. Der Vorteil dieser Regeln ist, dass jeder soviel jagen kann wie er will und kann, und selbst der Schnellste auf Dauer keine Chance hat, sich gegen alle zu wehren.
Diese Regeln eignen sich besonders gut für das Fangen mit Schlittschuhen auf Eis.

### Krakenfangen
Krakenfangen ist ein Spiel, bei dem alle aktiv sind. Es wird in einer Halle gespielt. Es werden ein oder mehrere Fänger bestimmt, die andere abklatschen. Wer abgeklatscht wird, legt sich auf den Boden und spielt eine Krake. Der Spieler darf sich nicht bewegen, er darf nur mit seinen Gliedmaßen andere abmachen. Diese werden dann auch zu Kraken. Das Spiel geht solange, bis nur noch einer oder keiner übrig ist.

### Plumpsack
„Plumpsack“, „Klumpsack“, „Faules Ei“ (Deutschland, Österreich), „Fätzli g’leit“, „Lumpeleggis“ (Schweiz) oder „Duck, duck, goose“ (England) ist ein altes Kinderspiel, das sich als Lauf- und Fangspiel über den ganzen europäischen Kontinent verbreitet findet.
Ein Spieler lässt beim Rundgang hinter einem Mitspieler des Spielkreises ein Säckchen oder Tuch fallen. Dieser muss nun versuchen, ihn während der weiteren Umrundung einzuholen. Gelingt ihm dies nicht, wird er zum neuen „Plumpsack“. Bemerkt ein Spieler nicht, dass hinter ihm das Säckchen fallen gelassen wurde, wird er als „Faules Ei“ verspottet und muss in die Mitte des Kreises, bis er wieder erlöst wird.

### Der schwarze Mann
An den gegenüberliegenden Enden des Spielplatzes werden Freimale gezeichnet. Der Fänger ist der schwarze Mann und begibt sich in eines der Male. Die Mitspieler (Läufer) nehmen im entgegengesetzten Mal Aufstellung. Der schwarze Mann stellt seine Frage: „Wer hat Angst vorm Schwarzen Mann?“, die von den Läufern mit „Niemand!“ beantwortet wird (im erweiterten Dialog:„Und wenn er (aber) kommt?“ – „Dann laufen/rennen wir (davon)!“ oder mit „Dann kommt er eben!“). Die beiden Parteien rennen nun auf die jeweils andere Seite bis zur rettenden Begrenzung. Der Fänger versucht dabei so viele Spieler wie möglich durch Antippen zu fangen. Diese helfen im nächsten Durchlauf dem Schwarzen Mann beim Fangen. Der Letzte, der übrig bleibt, hat gewonnen und ist meist im nächsten Spiel der schwarze Mann.

### Spitalfangen
Beim Spitalfangen oder Doktorhasche versuchen ein oder mehrere Fänger die Teilnehmer zu fangen. Wenn das gelingt, wird der Gefangene zum Fänger und der Fänger zum Teilnehmer. Der neue Fänger muss sich nun mit einer Hand an der zuvor durch das Fangen berührten Körperstelle anfassen und so „gehandicapt“ nun versuchen, die anderen zu fangen. Besonders schwierig wird es, falls er dabei das Bein berühren muss.

### Tierfangen
Das sogenannte „Tierfangales“ ist eine Variation des einfachen Fangspiels oder auch die des Versteinern. Hier ist es aber so, dass der vom Fänger abgeklatschte Spieler der neue Fänger wird. Allerdings darf jeder Spieler auch jederzeit ein Tier (Elefant, Affe) sagen, um sich „versteinern“ zu lassen. Somit kann der Fänger ihn nicht abklatschen und seine Rolle abgeben. Der „versteinerte“ Spieler wird ebenso durch beispielsweise einen Handschlag oder durch die Beine durchkrabbeln befreit. Alle Spieler werden befreit, wenn ein Fängerwechsel stattfindet. Das Spiel kann auch enden, wenn der Letzte sich freibewegende Spieler ein Tier nennt, und somit sich selbst „versteinert“ und es auch dadurch keine Möglichkeit mehr gibt, die anderen Mitspieler zu befreien. Kinder, die über einen größeren Wortschatz verfügen, können das zu ihrem Vorteil nutzen, indem sie vorgeben, einen Tiernamen zu sagen, es sich aber in Wirklichkeit um ein Wortspiel handelt (wie „Himbeer“ statt „Bär“ oder „Vollbärtiger“ statt „Tiger“). Die kurze Verwirrung des Fängers kann dann als Chance zur Flucht genutzt werden.

### Versteinern
Beim Versteinern müssen alle von den Fängern abgeklatschten Spieler stehenbleiben und dürfen sich nicht mehr bewegen. Die restlichen Spieler versuchen nun, die „versteinerten“ Mitspieler wieder auszulösen, indem sie ihnen beispielsweise zwischen den Beinen hindurchkrabbeln. Die Fängerpartei hat gewonnen, wenn alle anderen versteinert sind. Das Spiel kann endlos dauern und muss oft abgebrochen werden, wenn sich die Gejagten immer wieder gegenseitig freilösen. Es ist verpönt, wenn der Fänger bereits versteinerte Spieler „bewacht“ und nur Auslöseversuche abwehrt, anstatt aktiv zu fangen.

## Wasserfangspiele

### Marco Polo
Marco Polo ist eine Variante des Blindekuh-Spiels, das als Fangspiel im Wasser gespielt wird.

### Der Seeräuber
Der Seeräuber ist eine Variante des schwarzen Mannes von 1914. Hierbei wird ein in der Mitte des Beckens befindlicher Schwimmer zum Seeräuber erwählt. Dieser ruft „Wer fürchtet sich vor dem Seeräuber?“. Die Mitschwimmer antworten mit „Niemand!“ und versuchen, von einer Seite zur anderen an dem Seeräuber vorbeizuschwimmen. Der Seeräuber darf ihnen nicht nachschwimmen, sondern muss sich auf der Mittellinie des Beckens hin- und herbewegen, um die Spieler zu fangen. Diese können sich dadurch retten, dass sie tauchend am Seeräuber vorbeischwimmen.
Jeder der Spieler wird durch einmaliges Antippen zum Gehilfen. Die Gefangennahme gilt nur dann, wenn der Schwimmer seinen Kopf über Wasser hat. Gelingt es dem Seeräuber, einen der vorbeitauchenden Schwimmer zu fassen, so zieht er diesen nach oben bzw. darf er den Schwimmer so lange festhalten, bis dieser an die Oberfläche kommt, um Luft zu holen (sofern er sich nicht befreien kann). Der zuletzt Gefangene wird Seeräuber im nächsten Spiel.

### Der Wassermann
Dieses Spiel wird ebenfalls auf abgegrenztem Terrain gespielt, beispielsweise in einem breiten Bach oder in Ufernähe. Dabei muss der Wassermann nur einen der vorbeikommenden Spieler fangen, der dann die Rolle des Wassermanns übernimmt.
Nach Theodor Vernaleken (1876) müssen alle Spieler gefangen werden, die den Bach bzw. Graben durchqueren wollen. Das Spiel hänge mit dem archaischen Volksglauben um kinderraubende Wasser- und Flussgeister zusammen, der vor allem im böhmischen Raum verbreitet gewesen sei.

### Der Weiße Hai
Das Fangspiel ist im Wesentlichen vergleichbar mit dem des Seeräubers. Die Aufstellung erfolgt jedoch auf beiden Seiten des Schwimmbeckens (vgl. Der schwarze Mann). Die Mitspieler müssen nach dem einleitenden Dialog („Wer hat Angst vorm Weißen Hai?“ usw.) am entgegenkommenden Weißen Hai vorbeischwimmen, -tauchen oder -laufen, um auf die andere Seite zu gelangen. Der letzte wird Weißer Hai im nächsten Spiel.